# هیلساید (ایلینوی)
هیلساید (به انگلیسی: Hillside) یک روستا در ایالات متحده آمریکا است که در ایلینوی واقع شده‌است. هیلساید ۸٫۲۴ کیلومتر مربع مساحت و ۸٬۱۵۷ نفر جمعیت دارد.